# Menos é Mais (álbum)
Menos é Mais é o quinto álbum ao vivo da dupla sertaneja Henrique & Juliano, lançado em 5 de outubro de 2018 pela Virgin Music Brasil. Com participações especiais da cantora Marília Mendonça e do grupo Falamansa, o projeto foi registrado, de forma intimista, na fazenda onde moram, em Luzimangues, Tocantins, em julho do mesmo ano e foi produzido por Eduardo Pepato, que assina vários trabalhos da carreira da dupla, e dirigido por Fernando Trevisan (Catatau). “De onde viemos, para onde viemos”, é como definem os irmãos sobre a escolha do local.
As faixas de destaque são "Quem Pegou, Pegou" e "Cidade Vizinha".

## Lista de faixas
| N.º            | Título                                                    | Compositor(es)                                                             | Duração |  |
| 1.             | "Desbeijar Minha Boca"                                    | Diego Silveira Lari Ferreira Rafael Borges                                 | 2:37    |  |
| 2.             | "Garrafas Vazias"                                         | Douglas Mello Flavinho Tinto Nando Marx Philipe Pancadinha Victor Hugo     | 2:49    |  |
| 3.             | "Eu e A Saudade"                                          | Gustavo Martins Vine Show                                                  | 2:53    |  |
| 4.             | "Três Corações"                                           | Mello Tinto Marx Cris Ribeiro                                              | 2:40    |  |
| 5.             | "Granada"                                                 | Silveira Ferreira                                                          | 2:42    |  |
| 6.             | "Rua Recaída"                                             | Danillo Davilla Elcio Di Carvalho Junior Gomes Junior Pepato               | 2:46    |  |
| 7.             | "Vai Que Bebereis"                                        | Pepato Ferreira Borges Thales Lessa                                        | 2:40    |  |
| 8.             | "Sala de Espera"                                          | Edu Valim Renan Valim                                                      | 3:00    |  |
| 9.             | "Lembrança Boa"                                           | Benicio Neto                                                               | 2:58    |  |
| 10.            | "Cidade Vizinha"                                          | Ribeiro Mello Tinto Marx                                                   | 2:58    |  |
| 11.            | "Quem Pegou, Pegou"                                       | Neto Gomes Show Renno Vinícius Poeta                                       | 3:04    |  |
| 12.            | "Arruma Um Cantinho"                                      | Ferreira Borges Diego Barbosa                                              | 2:52    |  |
| 13.            | "Beijadamente Calculado"                                  | Gomes Pancadinha Poeta Daniel Caon                                         | 2:28    |  |
| 14.            | "Menos É Mais"                                            | Neto Gomes Renno Show Poeta                                                | 2:36    |  |
| 15.            | "Se Joga na Minha Vida"                                   | Neto Gomes Renno Show Poeta                                                | 3:08    |  |
| 16.            | "Completa a Frase (Completa Aí)" (part. Marília Mendonça) | Mello Tinto Marx                                                           | 3:10    |  |
| 17.            | "Fim Ou Intervalo"                                        | Davilla Silveira Ferreira                                                  | 3:00    |  |
| 18.            | "Metade da Estrada"                                       | Silveira Ferreira                                                          | 3:02    |  |
| 19.            | "Quando Você Vem" (part. Falamansa)                       | Hiago Vinicius Juan Marcus Matheus Marcolino Rafaela Miranda Rayane Santos | 3:15    |  |
| 20.            | "Palmas Pro Amor"                                         | Neto Gomes Renno Show Poeta                                                | 2:30    |  |
| Duração total: | Duração total:                                            | Duração total:                                                             | 57:08   |  |